# Eulima australasica
Eulima australasica is een slakkensoort uit de familie van de Eulimidae. De wetenschappelijke naam van de soort is voor het eerst geldig gepubliceerd in 1899 door Melvill & Standen.